# Sailly (Haute-Marne)
Pour les articles homonymes, voir Sailly.

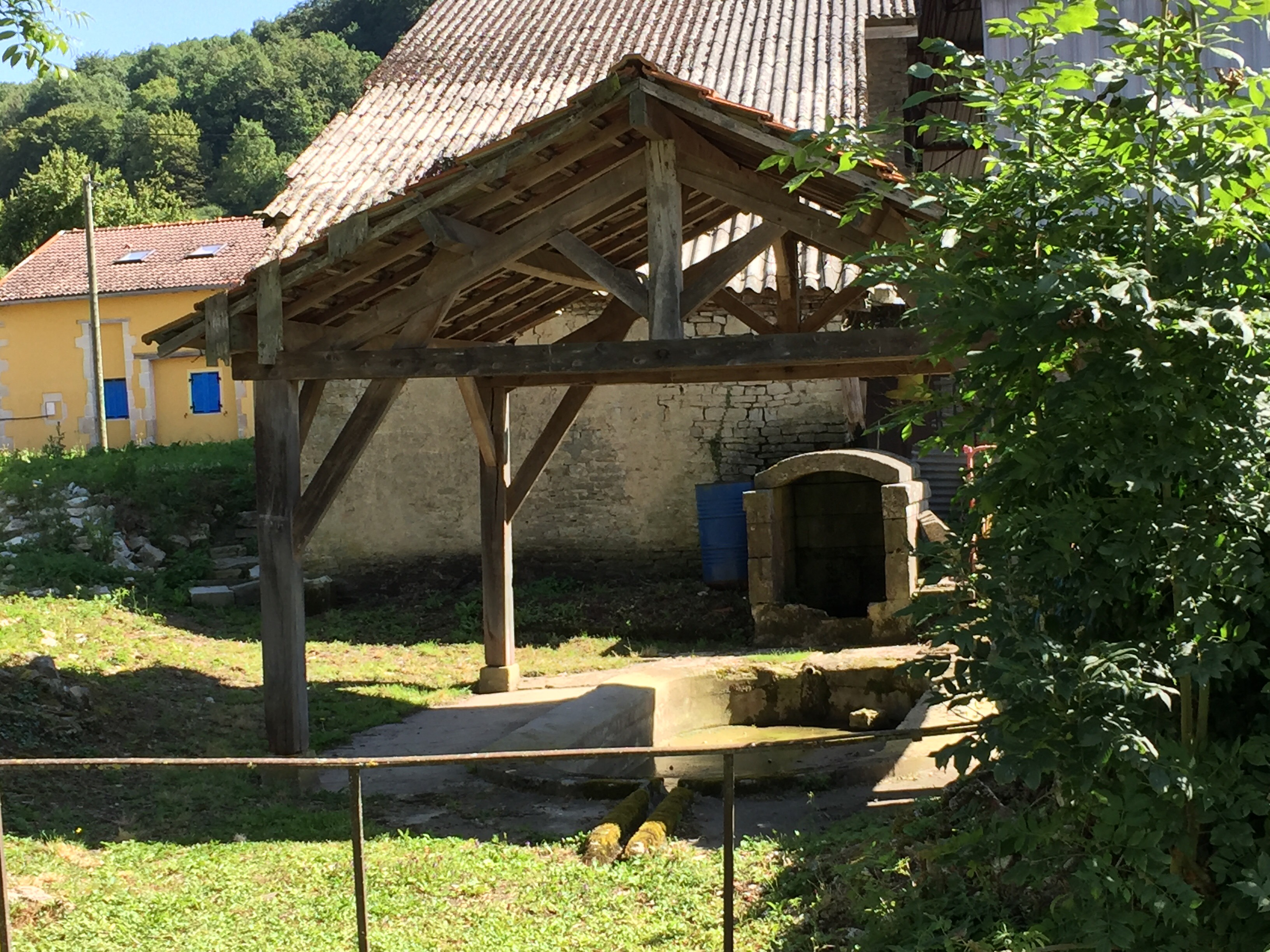
Petit lavoir au centre du village.

Sailly est une commune française située dans le département de la Haute-Marne, en région Grand Est.

## Géographie

### Localisation
Entouré par les communes de Thonnance-les-Moulins, Échenay, Aingoulaincourt, Montreuil-sur-Thonnance, Noncourt-sur-le-Rongeant et Poissons, Sailly est située à 33 km au sud-est de Saint-Dizier la plus grande ville des environs. 
| Montreuil-sur-Thonnance  | Aingoulaincourt |                       |
| Poissons                 | Sailly          |                       |
| Noncourt-sur-le-Rongeant |                 | Thonnance-les-Moulins |

### Voies de communication et transports
Le village est situé à l'intersection des D 115 et D 215.

### Hydrographie
La commune est dans la région hydrographique « la Seine de sa source au confluent de l'Oise (exclu) » au sein du bassin Seine-Normandie. Elle est drainée par le Tarnier,.

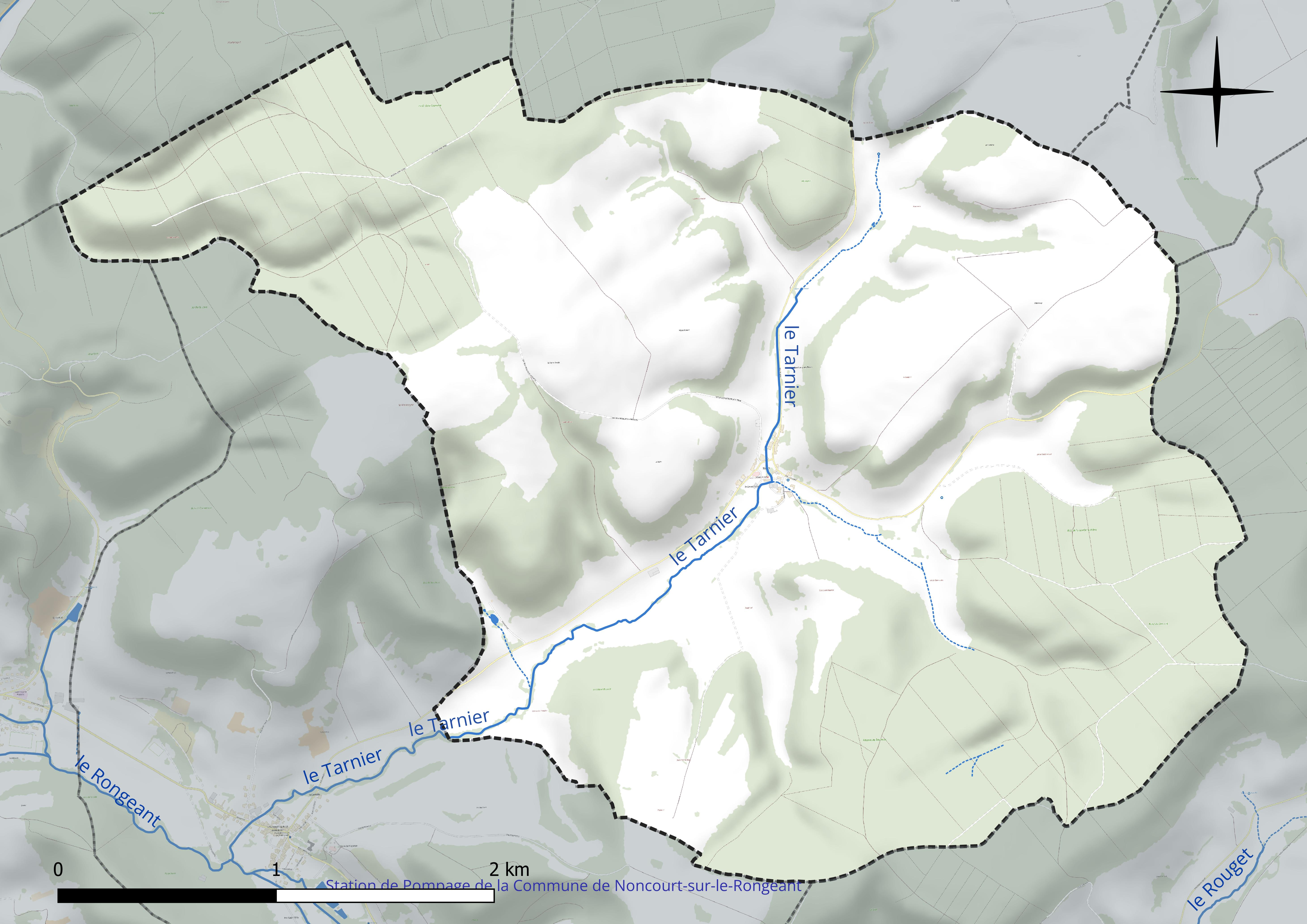
Réseau hydrographique de Sailly.

### Climat
Pour des articles plus généraux, voir Climat du Grand Est et Climat de la Haute-Marne.
En 2010, le climat de la commune est de type climat de montagne, selon une étude du Centre national de la recherche scientifique s'appuyant sur une série de données couvrant la période 1971-2000. En 2020, Météo-France publie une typologie des climats de la France métropolitaine dans laquelle la commune est exposée à un climat océanique altéré et est dans la région climatique Lorraine, plateau de Langres, Morvan, caractérisée par un hiver rude (1,5 °C), des vents modérés et des brouillards fréquents en automne et hiver.
Pour la période 1971-2000, la température annuelle moyenne est de 9,7 °C, avec une amplitude thermique annuelle de 16,2 °C. Le cumul annuel moyen de précipitations est de 1 084 mm, avec 14,4 jours de précipitations en janvier et 9,8 jours en juillet. Pour la période 1991-2020, la température moyenne annuelle observée sur la station météorologique de Météo-France la plus proche, « Cirfontaines_sapc », sur la commune de Cirfontaines-en-Ornois à 9 km à vol d'oiseau, est de 10,4 °C et le cumul annuel moyen de précipitations est de 904,1 mm. 
La température maximale relevée sur cette station est de 40 °C, atteinte le 12 août 2003 ; la température minimale est de −19,6 °C, atteinte le 6 février 1963,,.
Les paramètres climatiques de la commune ont été estimés pour le milieu du siècle (2041-2070) selon différents scénarios d'émission de gaz à effet de serre à partir des nouvelles projections climatiques de référence DRIAS-2020. Ils sont consultables sur un site dédié publié par Météo-France en novembre 2022.

## Urbanisme

### Typologie
Au 1er janvier 2024, Sailly est catégorisée commune rurale à habitat très dispersé, selon la nouvelle grille communale de densité à sept niveaux définie par l'Insee en 2022.
Elle est située hors unité urbaine. Par ailleurs la commune fait partie de l'aire d'attraction de Joinville, dont elle est une commune de la couronne,. Cette aire, qui regroupe 31 communes, est catégorisée dans les aires de moins de 50 000 habitants,.

### Occupation des sols
L'occupation des sols de la commune, telle qu'elle ressort de la base de données européenne d’occupation biophysique des sols Corine Land Cover (CLC), est marquée par l'importance des territoires agricoles (53,1 % en 2018), une proportion identique à celle de 1990 (53,1 %). La répartition détaillée en 2018 est la suivante : 
forêts (44,9 %), terres arables (33,6 %), prairies (19,5 %), milieux à végétation arbustive et/ou herbacée (2 %). L'évolution de l’occupation des sols de la commune et de ses infrastructures peut être observée sur les différentes représentations cartographiques du territoire : la carte de Cassini (XVIIIe siècle), la carte d'état-major (1820-1866) et les cartes ou photos aériennes de l'IGN pour la période actuelle (1950 à aujourd'hui).

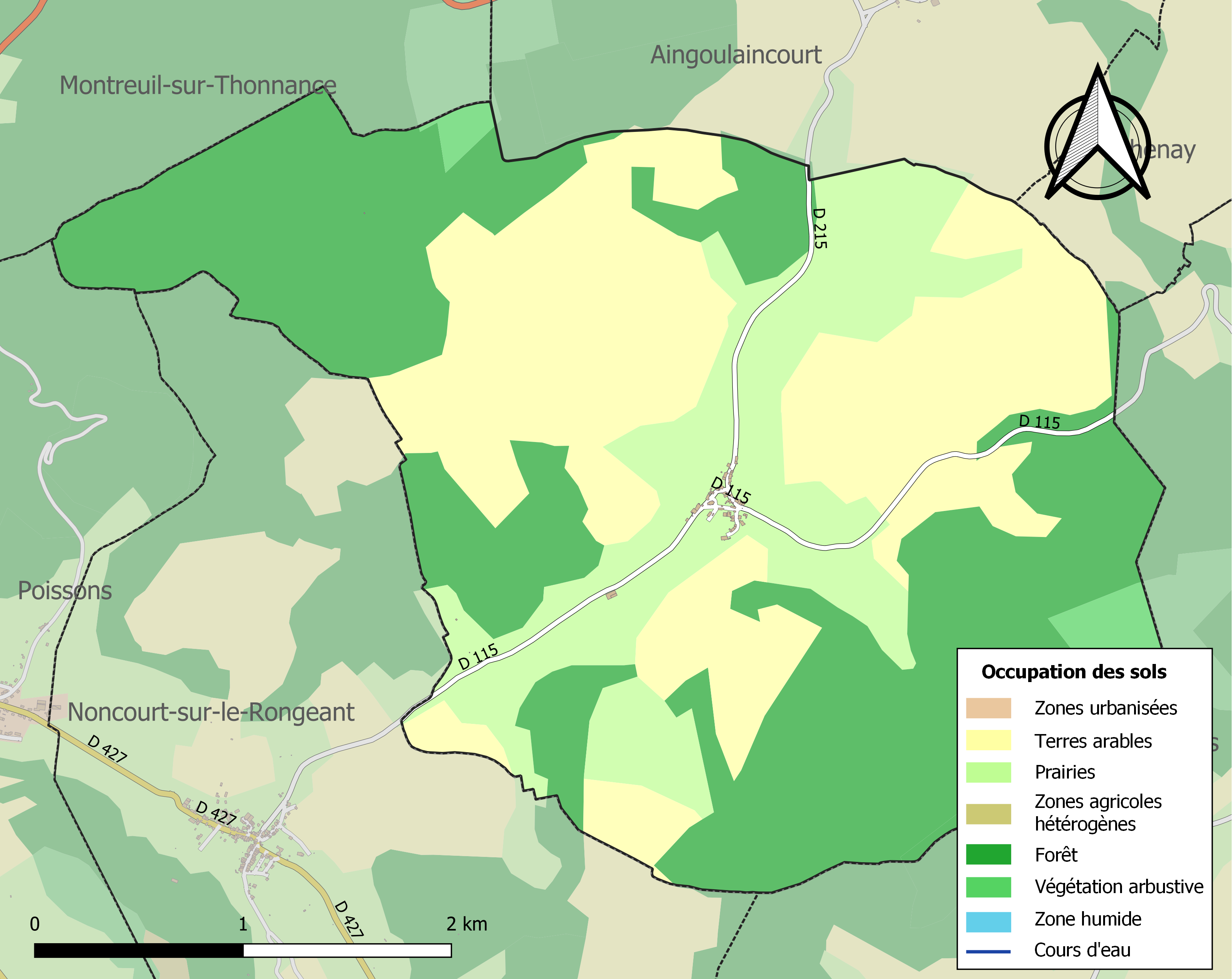
Carte des infrastructures et de l'occupation des sols de la commune en 2018 (CLC).

## Toponymie
Le nom de Sailly (Sailleium, vers 1200, ce qui n'est pas très instructif) proviendrait d'un nom d'homme gallo-romain, Salius, et du suffixe -acum, latinisation du suffixe gaulois -*acon. Il s'agirait donc probablement d'une propriété rurale d'origine gallo-romaine, ou à la rigueur de l'Antiquité tardive.

## Histoire
La population est en baisse depuis une centaine d'années.
Jusqu'en 1825, Sailly était un chef-lieu de canton - on ne disait d'ailleurs pas canton mais châtellenie - et comprenait, à cette époque, près de 300 habitants. Cette châtellenie groupait 17 fiefs. La Seigneurie de Sailly faisait partie du domaine de la Maison de Joinville.
On extrayait du minerai de fer sur le plateau de la Saunoire et même un peu sur le plateau de Cirmont. Bien qu'il existât un moulin, l'emplacement n'a, semble-t-il, jamais été utilisé pour traiter le minerai sur place et il était acheminé à Noncourt-sur-le-Rongeant, au lieu-dit la Forge.

## Politique et administration

### Liste des maires
| Période                                  | Période  | Identité       | Étiquette | Qualité  |
| ---------------------------------------- | -------- | -------------- | --------- | -------- |
| Les données manquantes sont à compléter. |          |                |           |          |
| mars 2001                                | En cours | Gérard Jacquot |           | Retraité |

## Population et société

### Démographie

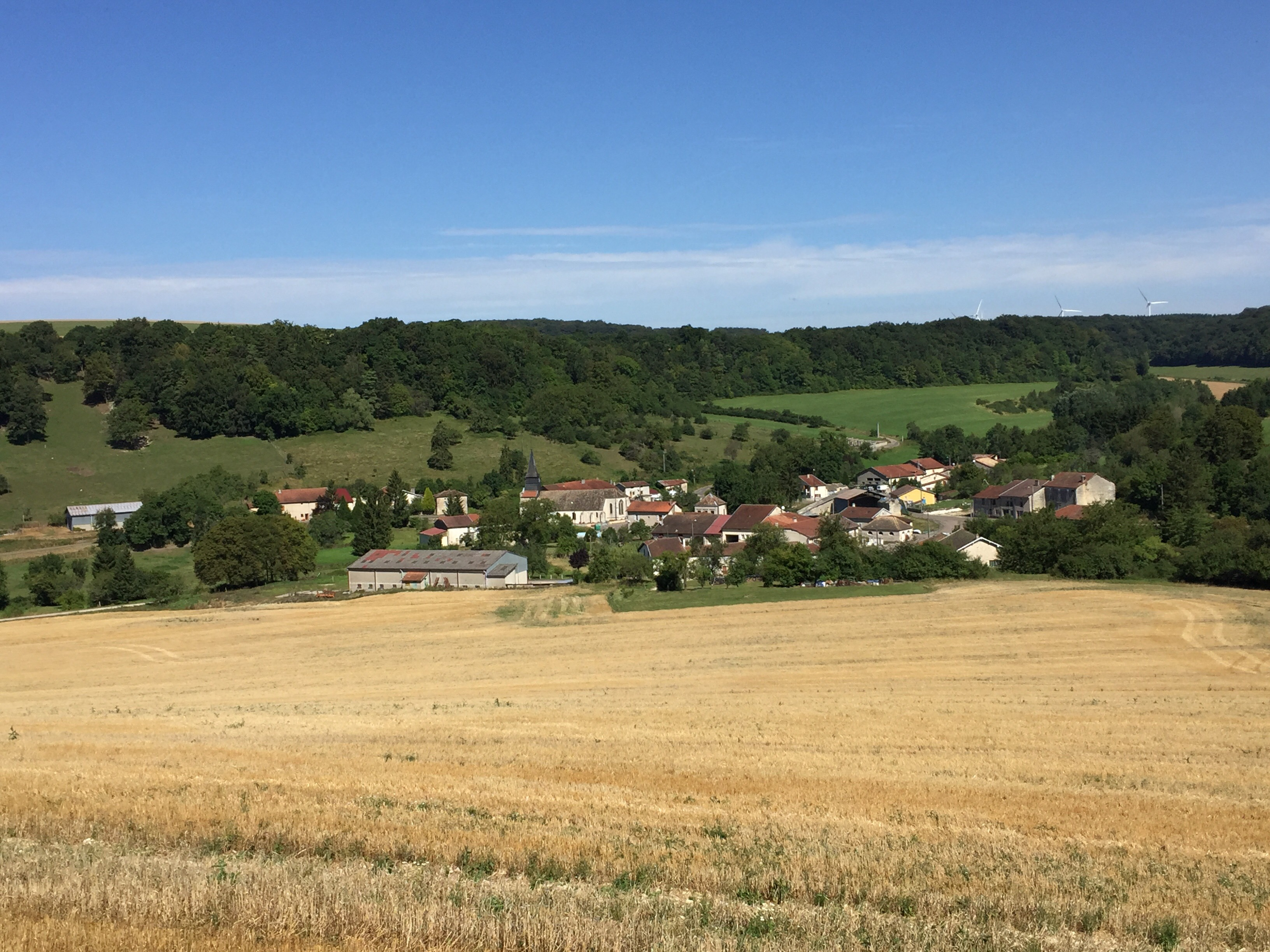
Vue du village depuis la plaine.

L'évolution du nombre d'habitants est connue à travers les recensements de la population effectués dans la commune depuis 1793. Pour les communes de moins de 10 000 habitants, une enquête de recensement portant sur toute la population est réalisée tous les cinq ans, les populations de référence des années intermédiaires étant quant à elles estimées par interpolation ou extrapolation. Pour la commune, le premier recensement exhaustif entrant dans le cadre du nouveau dispositif a été réalisé en 2006.

En 2022, la commune comptait 33 habitants, en stagnation par rapport à 2016 (Haute-Marne : −4,62 %, France hors Mayotte : +2,11 %).
| 1793 | 1800 | 1806 | 1821 | 1831 | 1836 | 1841 | 1846 | 1851 |
| ---- | ---- | ---- | ---- | ---- | ---- | ---- | ---- | ---- |
| 241  | 259  | 279  | 292  | 324  | 341  | 327  | 319  | 327  |

| 1856 | 1861 | 1866 | 1872 | 1876 | 1881 | 1886 | 1891 | 1896 |
| ---- | ---- | ---- | ---- | ---- | ---- | ---- | ---- | ---- |
| 276  | 312  | 292  | 257  | 253  | 246  | 243  | 275  | 196  |

| 1901 | 1906 | 1911 | 1921 | 1926 | 1931 | 1936 | 1946 | 1954 |
| ---- | ---- | ---- | ---- | ---- | ---- | ---- | ---- | ---- |
| 174  | 152  | 144  | 107  | 101  | 98   | 93   | 87   | 88   |

| 1962 | 1968 | 1975 | 1982 | 1990 | 1999 | 2006 | 2011 | 2016 |
| ---- | ---- | ---- | ---- | ---- | ---- | ---- | ---- | ---- |
| 98   | 68   | 61   | 60   | 58   | 45   | 48   | 40   | 33   |

| 2021 | 2022 | - | - | - | - | - | - | - |
| ---- | ---- | - | - | - | - | - | - | - |
| 33   | 33   | - | - | - | - | - | - | - |

## Culture locale et patrimoine

### Lieux et monuments
Sailly garde au travers des pierres le souvenir de sa grandeur passée.
On peut y voir les restes de la grange à dimes qui s'ornent d'une porte plein cintre et son église Saint-Maurice.

#### Des vignes
Sailly était un pays de vignobles et il n'y a pas si longtemps[Quand ?] tous les coteaux étaient couverts de vignes. Il en reste quelques belles caves.

#### Une tuilerie
Elle était située sur la route de Soulaincourt, à côté de l’étang - qui n'existe plus. Le terrain s'y prêtait, eau et argile.

#### Un moulin
Situé sur le cours du Tarnier, il n’en reste plus rien. La roue du moulin, par contre, existe toujours ; elle est visible à Poissons.

#### Une étude notariale
Elle était tenue par maitre Blondel, grand-père de Marie Claude Blondel. Cette belle bâtisse est située en face de la mairie.

#### Une école primaire
Celle-ci fonctionna jusqu'en 1975 et compta jusqu'à une trentaine d'élèves. Dans des temps plus lointains[Quand ?], il existait aussi une école privée pour jeunes filles, tenue par les sœurs de la Providence.

#### Un petit monastère
On pouvait y remarquer il y a encore peu de temps[Quand ?] un pigeonnier et l'emplacement de l'huilerie. Les roues sont à Joinville, ornant le jardin d'un particulier.

#### Un château
Il était déjà en ruines à la fin du XVIe siècle. Deux maisons étaient situées dans l'enceinte de ce château. Tout ce qu'on peut encore deviner, ce sont des vestiges : chapelle du château et douves.

#### Une cure
Il n'y a plus de curés depuis longtemps cependant la cure, elle, demeure en face de l'église. C'est aujourd'hui un logement. L'église elle se dresse encore sur la place, bien que ses origines remontent aux XIIe et XIIIe siècles. Le clocher fut détruit par un incendie en 1939 (la foudre) et reconstruit en 1947. On remarquera d'ailleurs, une différence de style entre le clocher proprement dit et l'enceinte. La dernière cloche baptisée a eu pour marraine Marie Husson. Elle fut baptisés du nom de Marie-Delphine le 8 mai 2013.

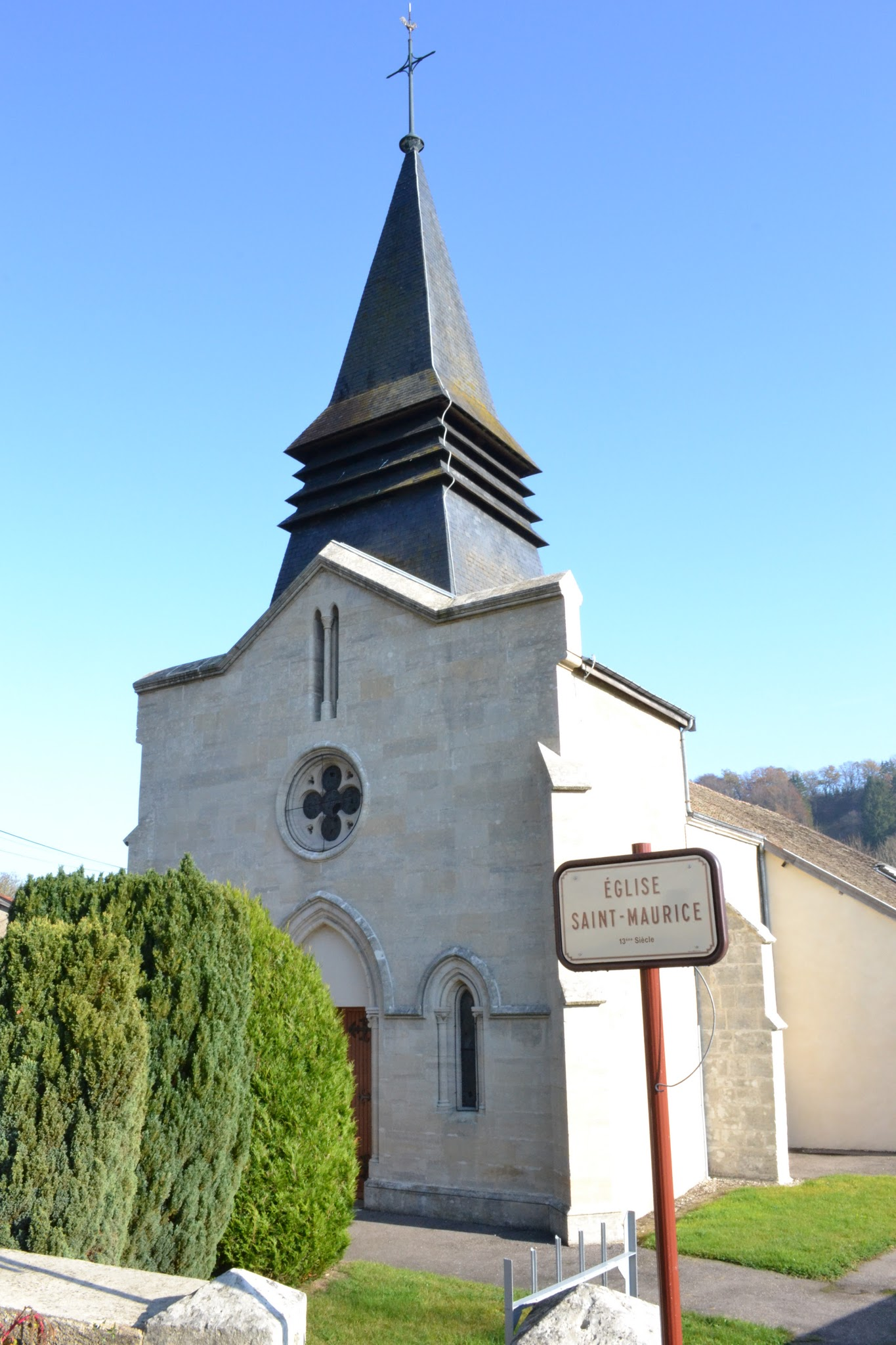
Église Saint-Maurice du XIIIe siècle.
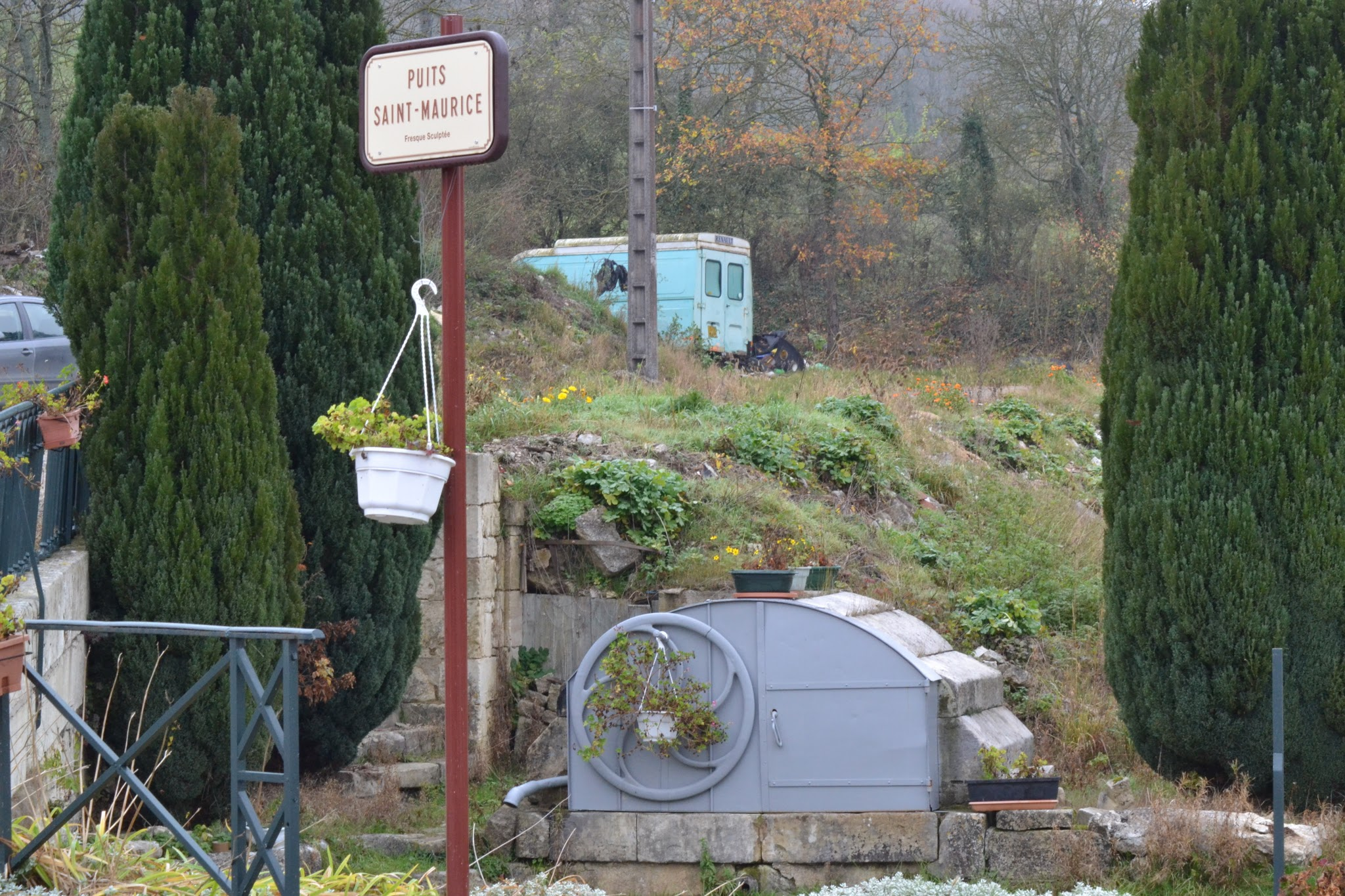
Puits Saint-Maurice.
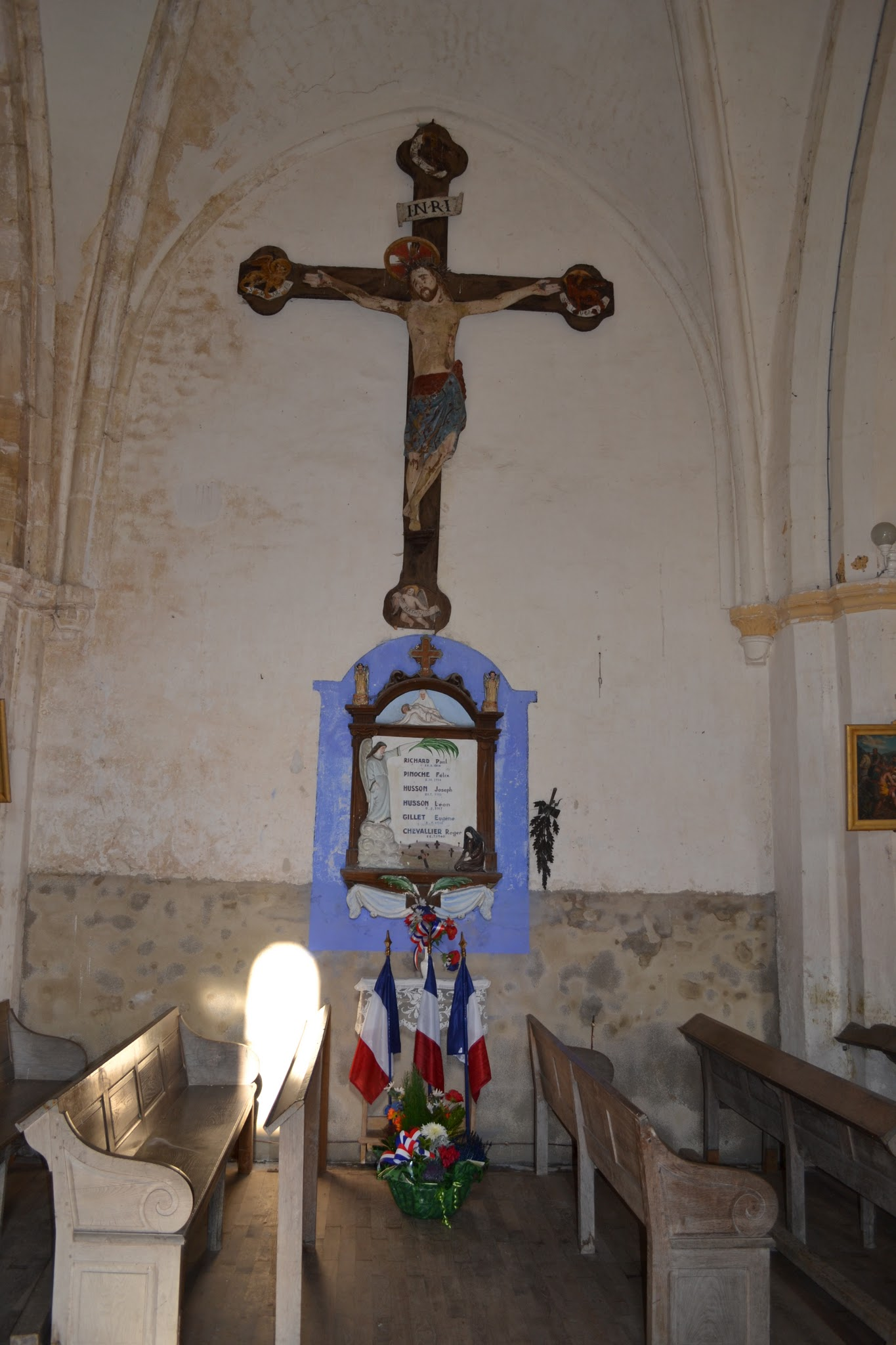
Statue du Christ crucifié.

- Sailly est environnée par de grandes forêts :
  - Forêt de la Saunoire au nord-ouest,
  - Forêt de Cirmont au sud-est.

La vente de bois procure d'ailleurs l'essentiel des ressources de la commune actuellement.

### Héraldique
| Blason de Sailly | Blason  | Parti : au 1er d'azur à la bande d'argent côtoyée de deux doubles cotices potencées contre-potencées d'or, au 2d coupé au I d'or à un arbre de sinople, au II de gueules à une croix tréflée d'or.                                                                   |
| Blason de Sailly | Détails | Le premier est aux armes de la Champagne à laquelle appartient la commune, l'arbre représente la forêt qui évoque également le nom de la commune : saltus en latin, et la croix tréflée est pour saint Maurice, patron de la paroisse locale. adopté par la commune. |